# Подравський регіон
Подравський регіон (словен. Podravska regija) — статистичний регіон в східній Словенії. Найбільше місто в регіоні Марибор. Назва походить від назви річки Драва та охоплює землі по обох берегах. Драва використовується для виробництва гідроелектроенергії, а навколишні родючі землі придатні для розвитку сільського господарства.

## Общини
До складу регіону входять такі общини:
Бенедикт, Церквеняк, Циркулане, Дестрник, Дорнава, Дуплек, Горишниця, Хайдина, Хоче-Сливниця, Юршинці, Кидричево, Кунгота, Ленарт, Ловренц-на-Похорю, Майшперк, Маколе, Марибор, Марковці, Миклавж-на-Дравськем Полю, Оплотниця, Ормож, Песниця, Подлехник, Польчане, Птуй, Раче-Фрам, Руше, Селниця-об-Драві, Словенська Бистриця, Средище-об-Драві, Старше, Света Ана, Света Троїца-в-Словенських Горицях, Светий Андраж-в-Словенських Горицях, Светий Юрій-в-Словенських Горицях, Светий Томаж, Шентиль, Трновська Вас, Видем, Заврч, Жетале.

## Демографія
Населення: 319 144 особи (2004).

## Економіка
Структура зайнятості: 55,3 % послуги, 38,2 % промисловість, 6,5 % сільське господарство.

## Туризм
Регіон приваблює лише 5 % загального числа туристів у країні, більшість з них зі Словенії (34,2 %).